# Giorgi Tsitaishvili
Giorgi Tsitaishvili (georgià: გიორგი წიტაიშვილი)  (Rixon le-Tsiyyon, 18 de novembre de 2000) és un futbolista ucraïnès d'ascendència georgiana que juga com a extrem al Granada CF, cedit pel FC Dinamo de Kíev, i a la Selecció de futbol de Geòrgia. Anteriorment havia estat campió de la Copa del Món de Futbol Sub-20 el 2018 amb la selecció d'Ucraïna.

## Biografia
Tsitaishvili, que és georgià d'origen ucraïnès a través de la seva àvia, va néixer a Rishon LeZion, Israel. En aquell moment, el seu pare, Klimenti Tsitaishvili, era un futbolista que jugava a l'Hapoel Rishon LeZion. Es va formar a les cateogries inferiors del Dinamo Kyiv, on els seus primers entrenadors van ser Yuriy Yeskin Oleksiy Drotsenko.
El 31 de desembre de 2016 va signar el seu primer contracte professional amb el Dinamo i va fer el seu debut professional a la final de la Copa d'Ucraïna 2017/18, disputada el 9 de maig de 2018. En aquella ocasió el seu equip va caure derrotat per 2- 0 davant Xakhtar Donetsk i Tsitaishvili va jugar 4 minuts després de reemplaçar Benjamin Verbič. En la següent temporada va debutar a nivell internacional en ingressar al segon temps davant el Jablonec de República Txeca per la fase de grups de la Lliga Europa de la UEFA 2018-19, substituint aquesta vegada al minut 60 Mykola Shaparenko en un partit que va acabar amb una derrota per la mínima.
El 24 de desembre de 2020 va ser cedit al F.C. Vorskla Poltava el que quedava de temporada. El següent curs també va sortir en forma de cessió, sent el FC Chernomorets Odessa el seu destí. Aquest el va completar al Wisła Cracòvia, equip al que va arribar a l'abril de 2022. No seria l'únic polonès en què jugaria, ja que l'1 de juliol va recalar al Lech Poznań per a la temporada 2022-23.
Després del seu pas per Polònia va jugar per primer cop a la lliga georgiana gràcies a una nova cessió, aquest cop al Dinamo Batumi. Va debutar amb el Dinamo en un partit de la Lliga Conferència de la UEFA contra el Tirana el 13 de juliol de 2023.  En la seva primera temporada al Dinamo, els de Batumi van ser campions de l'Erovnuli Liga en l'any del seu centenari.
El 26 de juliol de 2024, Tsitaishvili ser cedit durant una temporada al Granada, de la Segona Divisió espanyola. El 15 d'agost, va participar en un partit inaugural de la temporada contra l'Albacete. El 29 de setembre de 2024, Tsitaishvili va marcar el seu primer gol amb el Granada en un empat a 2 contra el Burgos.
El 9 de juliol de 2025 Tsitaishvili va ser cedit al Metz, de la Ligue 1.

## Seleccions nacionals
Tsitaishvili va formar part de les categories inferiors de lles seleccions ucraïneses sub-16, sub-17, sub-18, sub-19, sub-20 i sub-21 i amb la selecció nacional de futbol sub-20 d'Ucraïna que va guanyar la Copa del Món Sub-20 de la FIFA 2019. Va jugar en cinc dels set partits del seu equip al torneig i va marcar un gol a la final contra Corea del Sud.
Finalment no va donar el salt a l'absoluta d'Ucraïna sino a la de Geòrgia. Va debutar amb la selecció de Geòrgia el 2 de setembre de 2021 en una eliminatòria per a la Copa del Món contra Kosovo, començant i jugant el partit complet en una derrota a casa per 0-1.
Tsitaishvili va participar amb Geòrgia en els quatre partits del Campionat d'Europa sub-21 de 2023, organitzat conjuntament per Romania i Geòrgia. Va sortir de la banqueta i va marcar després de sis minuts contra Bèlgica en un espectacular empat 2-2.
Tsitaishvili també va participar en els dos partits de play-off de classificació per a la UEFA Euro 2024 de Geòrgia, ajudant l'equip a classificar-se per a la seva primera competició important. Dos mesos més tard, va ser convocat per a l'equip de Geòrgia per al torneig final.

## Estadístiques

### Clubs
Actualitzat a 22/7/2025
| Dinamo de Kíiv Ucraïna | 2017-18       | 1a            | 0   | 0  | 1  | 0 | 0  | 0 | 1   | 0  |
| Dinamo de Kíiv Ucraïna | 2018-19       | 1a            | 5   | 0  | 0  | 0 | 1  | 0 | 6   | 0  |
| Dinamo de Kíiv Ucraïna | 2019-20       | 1a            | 10  | 0  | 2  | 0 | 1  | 0 | 13  | 0  |
| Dinamo de Kíiv Ucraïna | 2020-21       | 1a            | 4   | 0  | 0  | 0 | 0  | 0 | 4   | 0  |
| Dinamo de Kíiv Ucraïna | Total club    | Total club    | 19  | 0  | 3  | 0 | 2  | 0 | 24  | 0  |
| FC Vorskla Poltava Ucraïna | 2020-21       | 1a            | 4   | 1  | ―  | ― | ―  | ― | 4   | 1  |
| FC Vorskla Poltava Ucraïna | Total club    | Total club    | 4   | 1  | 0  | 0 | 0  | 0 | 4   | 1  |
| FC Chernomorets Odessa Ucraïna | 2021-22       | 1a            | 13  | 1  | 2  | 0 | ―  | ― | 15  | 1  |
| FC Chernomorets Odessa Ucraïna | Total club    | Total club    | 13  | 1  | 2  | 0 | 0  | 0 | 15  | 1  |
| Wisła Cracovia Polònia | 2021-22       | 1a            | 7   | 1  | ―  | ― | ―  | ― | 7   | 1  |
| Wisła Cracovia Polònia | Total club    | Total club    | 7   | 1  | 0  | 0 | 0  | 0 | 7   | 1  |
| Lech Poznań Polònia | 2022-23       | 1a            | 12  | 1  | 2  | 0 | 10 | 0 | 24  | 1  |
| Lech Poznań Polònia | Total club    | Total club    | 12  | 1  | 2  | 0 | 10 | 0 | 24  | 1  |
| Lech II Poznań Polònia | 2022-23       | 3ª            | 5   | 0  | ―  | ― | ―  | ― | 5   | 0  |
| Lech II Poznań Polònia | Total club    | Total club    | 5   | 0  | 0  | 0 | 0  | 0 | 5   | 0  |
| FC Dinamo Batumi Geòrgia | 2023          | 1a            | 17  | 4  | 2  | 1 | 2  | 0 | 21  | 5  |
| FC Dinamo Batumi Geòrgia | 2024          | 1a            | 17  | 1  | 0  | 0 | ―  | ― | 17  | 1  |
| FC Dinamo Batumi Geòrgia | Total club    | Total club    | 34  | 5  | 2  | 1 | 2  | 0 | 38  | 6  |
| Granada CF Espanya | 2024-25       | 2ª            | 36  | 7  | 2  | 0 | ―  | ― | 38  | 7  |
| Granada CF Espanya | Total club    | Total club    | 36  | 7  | 2  | 0 | 0  | 0 | 38  | 7  |
| FC Metz França | 2025-26       | 1ª            | ―   | ―  | ―  | ― | ―  | ― | 0   | 0  |
| FC Metz França | Total club    | Total club    | 0   | 0  | 0  | 0 | 0  | 0 | 0   | 0  |
| Total carrera | Total carrera | Total carrera | 130 | 16 | 11 | 1 | 14 | 0 | 155 | 17 |
| (1)Inclou dades de la Copa d'Ucraïna (2018-19 y 2019-20), la Supercopa d'Ucraïna (2019), la Supercopa de Polònia (2022), la Copa de Polònia (2022-23), la Copa de Geòrgia (2023) i la Copa del Rei.(2)Inclou dades de la Lliga de Campions de la UEFA, la Lliga Europa de la UEFA (2018-19 y 2019-20) y la Liga Europa Conferencia de la UEFA. |               |               |     |    |    |   |    |   |     |    |

### Selecció
Actualitzat a 22/7/2025
| Selecció | Any natural | Partits Jugats | Gols aconseguits |
| -------- | ----------- | -------------- | ---------------- |
| Geòrgia  | 2021        | 2              | 0                |
| Geòrgia  | 2022        | 11             | 1                |
| Geòrgia  | 2023        | 1              | 0                |
| Geòrgia  | 2024        | 9              | 0                |
| Geòrgia  | 2025        | 2              | 0                |
| Total    | Total       | 25             | 1                |

#### Participacions a Copes del Món
| Mundial                     | Selecció | Seu     | Resultat | Partits | Gols |
| --------------------------- | -------- | ------- | -------- | ------- | ---- |
| Copa Mundial Sub-20 de 2019 | Ucraïna  | Polònia | Campions | 5       | 1    |

#### Participacions a Eurocopes
| Torneig                           | Selecció | Seu       | Resultat         | Partits | Gols |
| --------------------------------- | -------- | --------- | ---------------- | ------- | ---- |
| Campionat d'Europa Sub-17 de 2017 | Ucraïna  | Croàcia   | Primera fase     | 3       | 0    |
| Campionat d'Europa Sub-19 de 2018 | Ucraïna  | Finlàndia | Semi-finals      | 4       | 1    |
| Eurocopa 2024                     | Geòrgia  | Alemanya  | Vuitens de final | 4       | 0    |

## Palmarès
Dinamo de Kíiv
- 1 Copa d'Ucraïna: 2019–20
- 2 Supercopes d'Ucraïna: 2019, 2020

Dinamo de Kíiv Sub-19
- 3 Premier League Subr-19 Ucraïnesa: 2018–19, 2019–20, 2020–21

Dinamo Batumi
- 1 Erovnuli Liga: 2023

Selecció d'Ucraïna sub-20
- 1 Copa del Món sub-20 FIFA: 2019

Individual
- Top Golden talent: 2019 (Sub-19)
- Orde d'Honor de Geòrgia: 2024[18]